# Saint-Philbert-sur-Risle
Saint-Philbert-sur-Risle település Franciaországban, Eure megyében. Lakosainak száma 824 fő (2022. január 1.). Saint-Philbert-sur-Risle Saint-Pierre-des-Ifs és Saint-Christophe-sur-Condé községekkel határos.

## Népesség
A település népessége az elmúlt években az alábbi módon változott:
| Lakosok száma | 843  | 733  | 756  | 792  | 779  | 777  | 787  | 789  | 789  | 824  |
|               | 1968 | 1982 | 1990 | 2006 | 2013 | 2015 | 2017 | 2019 | 2020 | 2022 |